# 徐嗣徽
徐嗣徽（？—556年）。祖籍高平郡（郡治今山东金乡），南朝梁大臣。
侯景之乱时，徐嗣徽西归荆州，梁元帝任命他为罗州刺史，从征巴丘郡，以功转任太子右卫率、秦州刺史，监南荆州。王僧辩被陈霸先袭杀，徐嗣徽等人向北齐请求支援，攻打陈霸先，最终战败被杀。